# God Squad/Anti-Flag
God Squad/Anti-Flag è uno split EP tra i due gruppi punk statunitensi Anti-Flag e God Squad, pubblicato nel 1996.

## Tracce
1. Want An Anarchy (Anti-Flag) - 2:31
2. They Don't Protect You (Anti-Flag) - 2:18
3. Tomorrow Today (God Squad) - 2:38
4. Nacho Ho (God Squad) - 1:32

## Formazione Anti-Flag[1]
- Justin Sane – chitarra, voce
- Andy Flag – basso, voce
- Pat Thetic – batteria